# Quận Morris, Texas
Quận Morris (tiếng Anh: Morris County) là một quận trong tiểu bang Texas, Hoa Kỳ. Quận lỵ đóng ở thành phố. Theo kết quả điều tra dân số năm  2000 của Cục điều tra dân số Hoa Kỳ, quận có dân số 13.048 người. Quận Morris là một trong 30 quận khô

## Địa lý

### Các quận giáp ranh
- Quận Bowie  (bắc)
- Quận Cass  (đông)
- Quận Marion  (đông nam)
- Quận Upshur  (nam)
- Quận Camp  (tây nam)
- Quận Titus  (tây)
- Quận Red River  (tây bắc)